# Ghazi Wazni
Ghazi Wazni (arabisch غازي وزني, DMG Ġāzī Waznī; * um 1965) ist ein libanesischer Ökonom und Politikberater. Vom 21. Januar bis 10. August 2020 war er Finanzminister im Kabinett Diab.
Wazni promovierte in Wirtschaftswissenschaften an der Universität Paris 9 in Dauphine und war bis 2001 Finanzberater in Paris. Er gründete auch eine Reihe von Banken in Afrika und war von 1987 bis 1998 außerordentlicher Professor und Dozent an der Fakultät für Wirtschaftswissenschaften in der Demokratische Republik Kongo. Er arbeitete des Weiteren als Berater im Bereich der Durchführung wirtschaftlicher Analysen und Marktprognosen sowie der Erstellung von Forschungsstudien für staatliche und private Organisationen zu jährlichen Budgets, Projektinvestitionsplänen und Marktforschung. Er war außerdem Haushaltsausschusses des Parlaments  und Wirtschaftsberater des Parlamentspräsidenten Nabih Berri. Seit Januar 2020 gehört er als Vertreter der Bevölkerungsgruppe der Schiiten, benannt von der Amal-Bewegung, als Finanzminister der Regierung von Hassan Diab an.
Bei seinem Amtsantritt sagte Ghazi Wazni in einem Interview mit Al Jazeera: „Die wirtschaftliche, finanzielle und geldpolitische Situation ist sehr schwierig. Die gesamte Regierung steht unter großem Druck, sowohl die einheimischen als auch die ausländischen Geber von dem Reformprogramm zu überzeugen, das sie zur Rettung des Landes vorlegen wird.“
Finanzminister Ghazi Wazni trat am 10. August 2020 zurück; dies war innerhalb weniger Tage der vierte Rücktritt der unter Beschuss stehenden Regierung Diab in Folge der Explosionskatastrophe im Hafen von Beirut  und den folgenden Protesten.